# Лиман (Кантемировски район)
Лиман (на руски: Лиман) е хутор в Кантемировски район на Воронежка област на Русия.
Влиза в състава на селището от селски тип Фисенковское.

## География

### Улици
- ул. Хуторная.

## Население
| 2010 |
| ---- |
| 49   |